# Енн Мур
Енн Мур  (англ. Ann Moore; 20 серпня 1950) — британська вершниця, олімпійська медалістка.

## Виступи на Олімпіадах
| Олімпіада   | Дисципліна       | Місце |
| ----------- | ---------------- | ----- |
| Мюнхен 1972 | конкур, особисті | 2     |
| Мюнхен 1972 | конкур, командні | 4     |